# Ambtelijk blad van Belgisch-Congo
Het Ambtelijk blad van Belgisch-Congo (Frans: Bulletin officiel du Congo Belge) was het officiële publicatieblad van Belgisch Congo (1908-1959). Het bevatte de wetgeving in de vorm van decreten, verdragen en reglementen, maar ook benoemingen, toekenningen van eretekens en statistieken.
Het blad was de voortzetting van het Bulletin officiel de l'État indépendant du Congo, dat enkel in het Frans verscheen. Na de overdracht de Onafhankelijke Congostaat aan België in 1908 werd het blad tweetalig Frans-Nederlands.